# 厄庇墨透斯
艾比米修斯（即“後見之明”）希腊神话中的一个提坦。
厄庇墨透斯是第一代提坦神伊阿珀托斯的儿子，普罗米修斯（即“先見之明”）的兄弟。在传说裡他与普罗米修斯一起用泥土创造人类，然而古代这两个神常用做人类的象征（厄庇墨透斯代表人类的愚昧，而普罗米修斯则代表人类的聪明）。
 

## 创造万物
原来在创造动物和人类的时候，厄庇墨透斯负责赋予每种动物以良好的本能，他就把勇敢赐给狮子，把快跑的能力给了兔子，把敏锐的眼力给了老鹰，这样一个一个把他所有好的才能给动物，但他本来只是后见之明，没有考虑到他所有的创造物，到了人类的时候，什么也没剩下来给他们作为生存的依靠。所以人类既不是动物界最勇敢，又不是最快，也不是最强最凶猛，普罗米修斯看了人类很可怜，就偷偷上了奥林匹斯山把十二位诸神的圣火拿回来给人类。后来普罗米修斯在诸神的背后教会了人类聪明和智慧，为的就是来弥补他的弟弟厄庇墨透斯的疏忽和不顾。
 

## 后代子孙
厄庇墨透斯的妻子是潘多拉，二人育有一女皮拉（Πύρρα），而皮拉后来嫁與杜卡利翁（Δευκαλίων）。在惩罚人类的大洪水裡，唯有皮拉和杜卡利翁两个人生存下来。
 

## 科学专有名词
西方天文学用他的名字来称呼距离土星第五远的卫星。
 

## 参見
- 希腊诸神谱系
- 土衛十一